# Kopsia vidalii
Kopsia vidalii är en oleanderväxtart som beskrevs av D.J.Middleton. Kopsia vidalii ingår i släktet Kopsia och familjen oleanderväxter. Inga underarter finns listade i Catalogue of Life.